# Hexestrol

El hexestrol es un compuesto no esteroideo que posee una intensa actividad estrogénica superior a la de la estrona y bastante cercana a la del estradiol. Se sintetiza a partir del anetol, compuesto que constituye hasta el 90% del aceite esencial del anís y anís estrellado.

## Obtención
El anetol en éter de petróleo se satura con cloruro de hidrógeno, gracias a lo cual se condensa en caliente y en presencia de polvo de hierro reducido electrolíticamente. El meso-3,4-di-(p-metoxifenil)hexano formado se refluja con ácido yodhídrico en solución acética separándose el hexestrol.

## Usos
Se utiliza médicamente para tratar el ciclo menstrual irregular, los síntomas menopáusicos y como anticonceptivo.
- Datos: Q27461267
- Multimedia: Hexestrol / Q27461267